# Biton leipoldti
Espèce
Synonymes
- Daesia leipoldti Purcell, 1899

Biton leipoldti est une espèce de solifuges de la famille des Daesiidae.

## Distribution
Cette espèce est endémique d'Afrique du Sud.

## Description
La femelle holotype mesure 17,5 mm.
La femelle décrite par Roewer en 1933 mesure 15 mm.

## Étymologie
Cette espèce est nommée en l'honneur de Louis Leipoldt.

## Publication originale
- Purcell, 1899 : New and little known South African Solifugae in the collection of the South African Museum. Annals of the South African Museum, vol. 1, p. 381-432 (texte intégral).